# Panzer II
Panzer II a fost un tanc ușor, fabricat de Germania în anii 1930. Denumirea oficială a acestui vehicul era Panzerkampfwagen II (abreviat PzKpfw II). Proiectat ca o măsură provizorie până la apariția tancurilor medii germane, acest tanc a jucat un rol important în primii ani ai celui de-al Doilea Război Mondial. Producția acestui tanc ușor a încetat la începutul anului 1943, dar șasiul a fost folosit ulterior pentru alte vehicule blindate.

## Proiectare
În 1934, proiectarea tancurilor medii Panzer III și Panzer IV era întarziată din cauza problemelor tehnice. Prototipurile unui tanc menit a umple golul până la fabricarea acestor tancuri medii au fost solicitate de către armata germană. Krupp, MAN, Henschel, și Daimler-Benz au venit fiecare cu câte un prototip. Planul final ales era bazat pe Panzer I, fiind însă mai greu și echipat cu un tun antitanc de calibrul 20 mm. Producția a început în 1935, dar a durat încă un an și jumătate până la livrarea tancului. 
Panzer II a fost cel mai numeros tanc aflat la dispoziția armatei germane începând cu invadarea Franței până în 1941 când Panzer III a devenit principalul tanc al diviziilor blindate germane. Ulterior, el a fost folosit cu succes în misiuni de recunoaștere.
Tancul a fost folosit în campaniile din Polonia, Franța, Țările de Jos, Danemarca, Norvegia, Africa de Nord și pe Frontul de Est. Fiind retras de pe front la sfârșitul anului 1942, el a fost folosit apoi pentru instrucție și pentru misiuni secundare. Șasiul acestui tanc a fost folosit pentru alte vehicule blindate precum tunul autopropulsat Wespe sau vânătorul de tancuri Marder II.

## Blindaj
Panzer II a fost proiectat înainte de Războiul Civil din Spania (1936-1939). Astfel, blindajul inițial ușor înclinat de 14 mm frontal, spate și lateral și 10 mm pentru plafon și podea era considerat suficient, tancul fiind proiectat să fie invulnerabil în fața gloanțelor mitralierelor și schijelor artileriei. 
Curând, blindajul a fost mărit fiindcă era insuficient pe un câmp de luptă modern. Astfel, modelul Ausf. D avea 30 mm de blindaj frontal. Varianta Ausf. F avea un blindaj gros de 35 de mm în față și 20 de mm în lateral. Cu toate acestea, tancul putea fi scos din luptă de tunurile anticar Hotchkiss de calibrul 25 mm.

## Armament

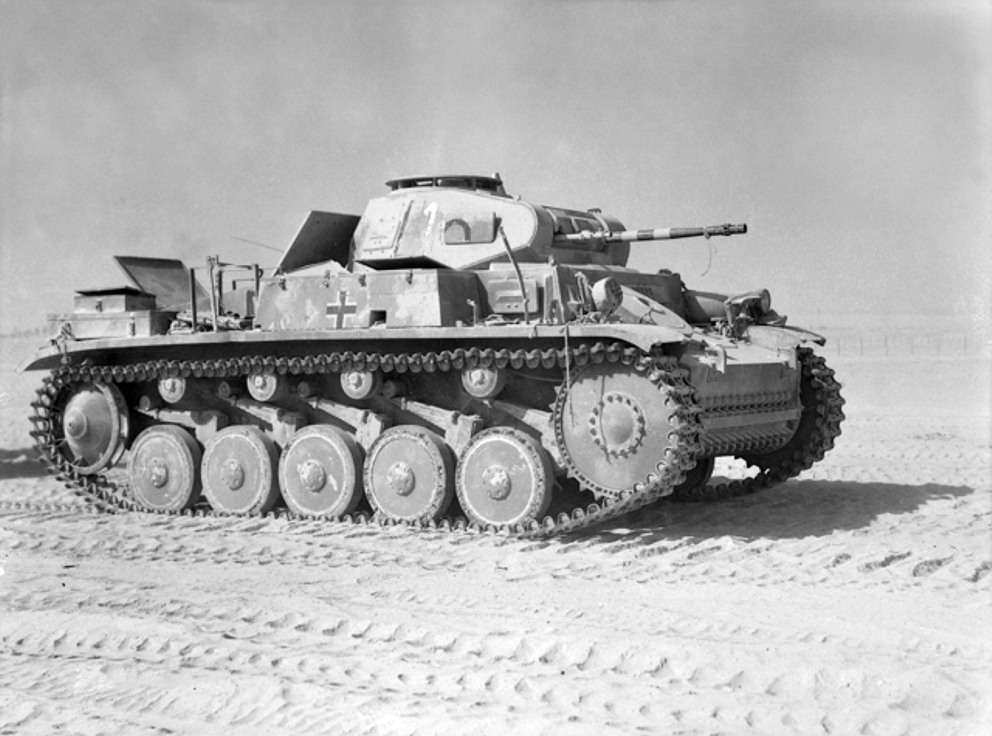
Un tanc Panzer II capturat lângă El Alamein, Egipt (1942).

Majoritatea tancurilor Panzer II au fost echipate cu un tun antitanc de 2 cm KwK 30 L/55. Câteva versiuni ulterioare au fost echipate cu modelul 2 cm KwK 38 L/55 care era relativ asemănător. Acest tun anticar era bazat pe tunul antiaerian de 2 cm FlaK 30. Drept urmare, avea o rată de tragere foarte ridicată pentru un tanc: 280 de proiectile pe minut. Tancul avea și o mitralieră MG34 montată coaxial cu tunul.
Tunul anticar de 2 cm s-a dovedit a fi ineficient împotriva blindajului tancurilor Aliaților. Experimentele cu un tun de 3,7 cm nu s-au concretizat. Montarea unui tun de 5 cm nu era fezabilă, fiindcă tancul era depășit deja. Tunul de 2 cm avea rezultate bune în lupta antitanc dacă era folosit un proiectil din wolfram, dar această muniție era într-o cantitate limitată din cauza resurselor. 
Șasiul tancului Panzer II a stat la baza unor vânători de tancuri. Aceștia erau echipați inițial cu un tun de 5 cm PaK 38, înlocuit apoi cu un tun anticar de calibrul 7,62 cm PaK 36(r), capturat de la Armata Roșie. Varianta de bază folosea însă puternicul tun antitanc 7,5 cm PaK 40.
Șasiul a fost folosit și pentru tunuri autopropulsate Wespe. Acestea erau echipate inițial cu un tun de însoțire de 15 cm sIG 33. Ulterior, modelul de 10,5 cm leFH 18 a fost ales ca armament principal pentru aceste tunuri autopropulsate. Majoritatea acestor versiuni derivate din Panzer II aveau și o mitralieră MG34 folosită defensiv împotriva infanteriei și aviației.

## Mobilitate
Toate modelele Panzer II au fost dotate cu un motor pe benzină de 140 cai putere și 6 cilindri Maybach HL 62 TRM. Modelele Ausf. A, B și C aveau o viteză maximă de 40 km/h. Modelele Ausf. D și E aveau o suspensie Christie și o transmisie mai bună. Drept urmare, viteza maximă pe drumuri era de 55 km/h, dar viteza maximă și performanțele pe teren accidentat erau afectate serios. De la modelul F până la producția finală s-a revenit la suspensia cu arcuri cu foi. Autonomia la toate variantele era de 200 km.

## Echipaj
Tancul avea un echipaj format din 3 soldați. Șoferul stătea în partea din față față, comandantul stătea pe un scaun în turelă, iar servantul/operatorul radio stătea pe podea în tanc. Comandantul se ocupa și de manevrarea armamentului din dotare. 